# Data Encryption Standard
| Namn          | DES                      |
| Kryptotyp     | Substitution-permutation |
| Blockstorlek  | 64 bit                   |
| Nyckellängder | 56 bit                   |

Data Encryption Standard (DES) är en krypteringsalgoritm fastslagen av NIST 1977. DES är en typ av symmetrisk kryptering. Standarden har använts mycket inom industri- och finansvärlden (exempelvis i bankomater) men är numera ersatt av AES. DES betraktas numera som alldeles för svag för att användas i säkerhetssammanhang. 

## Historia
DES utvecklades i mitten av 1970-talet av IBM och baserades på LUCIFER, en tidigare krypteringsalgoritm utvecklad av IBM. Med en nyckellängd på 56 bit har DES sedan några år börjat anses som osäkert. Det krävs fortfarande stora investeringar för att knäcka DES på rimligt kort tid, men inte mer än att underrättelsetjänster eller organiserad brottslighet skulle kunna klara av det. En populär efterföljare till DES är 3DES. 
Under utvecklandet av DES kom den amerikanska säkerhetstjänsten NSA med några förändringsförslag till IBM utan motivering, förmodligen för att deras hemliga långt framskridna kryptoforskning hade visat på sårbarheter i den ursprungliga varianten. En del konspirationsteoretiker hävdar att avsikten med förändringarna istället var att försäkra sig om att NSA skulle kunna knäcka krypteringen vid behov.